# Dieter Scholz
Dieter Scholz es un deportista de la RDA que compitió en judo. Ganó dos medallas en el Campeonato Europeo de Judo, en los años 1969 y 1970.

## Palmarés internacional
| Campeonato Europeo | Campeonato Europeo    | Campeonato Europeo | Campeonato Europeo |
| Año                | Lugar                 | Medalla            | Categoría          |
| ------------------ | --------------------- | ------------------ | ------------------ |
| 1969               | Ostende (Bélgica)     | Medalla de plata   | –63 kg             |
| 1970               | Berlín Oriental (RDA) | Medalla de bronce  | –63 kg             |